# برنامه هفتم توسعه
برنامه هفتم توسعه برنامه پنج ساله توسعه اقتصادی، اجتماعی و فرهنگی نظام جمهوری اسلامی ایران است که از ابتدای سال ۱۴۰۳ تا پایان سال ۱۴۰۷ اجرا خواهد شد. این برنامه شامل ۲۲ فصل و هفت بخش مختلف است که بخش‌های اقتصادی، زیربنایی، فرهنگی و اجتماعی، علمی، فناوری و آموزشی، سیاست خارجی، دفاعی و امنیتی، اداری، حقوقی و قضایی را شامل می‌شود.
قانون برنامه پنج ساله هفتم پیشرفت جمهوری اسلامی ایران (۱۴۰۷-۱۴۰۳) که بر اساس سیاستهای کلی برنامه پنج ساله هفتم تنظیم شده، هفتمین قانون برنامه ای است که توسط مجلس شورای اسلامی به تصویب رسیده است و در سالهای آتی و تا هنگام پایان اعتبار آن در برنامه ریزی های اقتصادی، اجتماعی و فرهنگی کشور و به خصوص تدوین لوایح بودجه سنواتی، مبنای عمل خواهد بود.
این لایحه ۸ خرداد ۱۴۰۲ در دولت سیزدهم تصویب و در ۲۸ خرداد ۱۴۰۲ توسط سید ابراهیم رئیسی رئیس‌جمهور وقت به مجلس شورای اسلامی تقدیم شده بود.

## اهداف
از جمله اهداف اقتصادی این برنامه هفتم می‌توان به موار زیر اشاره کرد: 
- رشد اقتصادی ۸ درصدی
- متوسط رشد صادرات نفتی ۱۲٫۴ درصدی
- متوسط رشد صادرات غیرنفتی ۲۲٫۶ درصدی
- متوسط رشد نقدینگی ۲۰٫۴ درصدی
- در سال پایانی برنامه رشد ۱۳٫۸ درصدی

بر اساس این برنامه، برای افزایش ظرفیت تولید نفت و گاز طبیعی و محصولات پتروشیمی و حفظ ظرفیت فعلی، نیاز به سرمایه‌گذاری حدود ۲۵۰ میلیارد دلاری وجود دارد.

## انتقادات

### حقوق کار
- سه سال کار با نصف حداقل حقوق بدون بیمه و امنیت کاری: ماده های ۱۵، ۱۶ و ۱۷ پیش‌نویس قانون برنامۀ پنج سالۀ هفتم توسعه به گونه‌ای تنظیم شده است که به دلیل نقض فاحش حقوق کارگران با انتقادات بسیاری مواجه شده‌است. [۴] بر اساس مادۀ ۱۵ این قانون به بهانۀ آموزش حین کار مقرر شده تا کارگران جدید و نیز هر کارگری که شغل خود را تغییر می‌دهد به مدت سه سال با نصف حداقل حقوق مصوب شورای عالی کار به کار بپردازد و سنوات او نیز به صورت نصف محاسبه شود و کارفرما نیز می‌تواند وی را بیمه نکرده و هر زمان که خواست او را اخراج کند.[۵][۶]

- پرداخت دلبخواهی زیر حداقل حقوق به معلولان و زندانیان: بر اساس مادۀ ۱۶ این قانون نیز انعقاد قرارداد با کارگران تحت پوشش کمیته امداد و سازمان بهزیستی و یا معرفی‌شدگان از طرف سازمان زندان‌ها با پرداخت حقوق و مزایایی کمتر از حداقل دستمزد مصوب شرای عالی کار مجاز شناخته شده‌است.[۵][۶]

- افزایش تدریجی ۲ سال و نیمۀ سن بازنشستگی: بر اساس مادۀ ۶۶ این لایحه سن و سابقۀ قابل قبول در تمامی حالات احراز شرایط بازنشستگی برای همۀ سازمان‌ها و صندوق‌های بازنشستگی در طول اجرای برنامه هفتم به ازای هر سال شش ماه افزایش‌ می‌یابد. به عنوان مثال اگر اجرای برنامۀ‌هفتم توسعه از سال ۱۴۰۳ آغاز شود، فردی که در این سال به سن بازنشستگی رسیده باید ۶ ماه دیگر هم کار کند و حق بیمه بپردازد تا بتواند بازنشسته شود. همچنین فردی که در سال ۱۴۰۴ به سن بازنشستگی می‌رسد باید یک‌سال دیگر کار کند. در سال ۱۴۰۵نیز هر فرد در سن بازنشستگی باید ۱/۵ سال  بیشتر کار کند. درواقع طبق لایحه دولت به تدریج و طی یک دورۀ ۵ ساله سن بازنشستگی ۲/۵ سال افزایش پیدا می کرد.(البته کمیسیون تلفیق مجلس این موارد را نپذیرفت و از لایحه دولت حذف گردید و مقرر گردید جهت مستخدمان جدید توسط دولت برنامه ارائه و در صورت تصویب نهایی اجرا شود.) منتقدان این طرح با اشاره به خطر ورشکستگی صندوق‌های بازنشستگی به دلیل بدهی بالای دولت به آن‌ها معتقدند که این طرح می‌خواهد هزینه ورشکستگی صندوق‌ها را از جیب کارگران تأمین کند.[۵][۶]

- افزایش مالیات بر ارزش افزوده از ۹ به ۱۳ درصد: بر اساس ماده ۴۹ لایحۀ قانون هفتم توسعه، نرخ مالیات بر ارزش افزوده در سال دوم اجرای برنامه، از ۹ درصد به ۱۰ درصد افزایش خواهد یافت و پس از آن نیز هر سال یک واحد درصد تا سقف ۱۳ درصد به مالیات بر ارزش افزودۀ سهم دولت اضافه خواهد شد.[۷]